# Thẻ nhớ

Bốn loại thẻ ghi nhớ chính hiện nay (từ trái qua phải: CompactFlash, Memory Stick, Secure Digital, và xD.

Thẻ ghi nhớ hay còn được viết tắt là thẻ nhớ là một dạng bộ nhớ mở rộng dưới dạng thẻ của các thiết bị số cầm tay (Các thiết bị số cầm tay bao gồm: PocketPC, SmartPhone, Điện thoại cảm ứng,di động, Thiết bị giải trí số di động, Máy ảnh, Máy quay phim...). thẻ nhớ sử dụng công nghệ flash để ghi dữ liệu,thẻ nhớ có kích thước khá nhỏ nên thường sử dụng cho các thiết bị số cầm tay.
Máy tính chỉ có thể đọc dữ liệu của thẻ nhớ thông qua các Đầu đọc thẻ(Tiếng Anh: Card Reader).Đa số các đầu đọc thẻ hiện nay thường gắn ngoài máy tính và giao tiếp thông qua các cổng USB. Một số máy tính xách tay được tích hợp sẵn Đầu đọc thẻ.Ở một dạng khác đầu đọc thẻ được gắn sẵn vào thiết bị mở rộng các ngõ giao tiếp phía trước thùng USB của máy tính cùng với các giắc cắm đầu ra-đầu vào âm thanh, USB, IEEE-1394...(lắp tại khoang gắn CDROM)

## Phân loại
Thẻ ghi nhớ được chia thành nhiều thể loại: CompactFlash Type I/II (CF), Microdrive, Secure Digital (SD), miniSD, Micro SD, MultiMediaCard (MMC), RS-MMC, Micro MMC, Memory Stick, Memory Stick PRO, Memory Stick Duo, Memory Stick PRO Duo, xD.
Hiện nay trên thị trường có một số thiết bị chỉ sử dụng một số loại thẻ ghi nhớ độc quyền của các hãng sản xuất. Độc quyền ở đây được hiểu chỉ được hãng phát triển loại thẻ này sử dụng cho các sản phẩm của chính hãng mà ít cấp phép sử dụng cho các hãng khác, điều này làm giảm tính thông dụng của loại thẻ ghi nhớ đó. Khi mua các loại thiết bị số cầm tay, bạn nên chú ý đến loại thẻ ghi nhớ sử dụng để thuận tiện cho việc thay thế hoặc nâng cấp về dung lượng sau này.
Một số thẻ ghi nhớ độc quyền:
- xD: Độc quyền của hãng Fujifilm và Olympus
- Memory Stick: Độc quyền của hãng SONY

## Tốc độ của các loại thẻ ghi nhớ
Tốc độ đọc và ghi của các loại thẻ ghi nhớ là một thông số quan trọng cho phép thiết bị sử dụng có thể làm việc thuận tiện với thẻ. Nếu tốc độ đọc/ghi càng lớn có thể giúp thực hiện các tác vụ nhanh hơn, làm giảm nguy cơ gây lỗi khi làm việc.
Tốc độ đọc/ghi của thẻ ghi nhớ thường được hỗ trợ theo các chuẩn khác nhau. Chuẩn Class 6 cho phép tốc độ truyền nhận dữ liệu tối thiểu đảm bảo ở mức 6 MBps, tương tự chuẩn Class 2 cho phép tốc độ truyền nhận dữ liệu tối thiểu đảm bảo ở mức 2 MBps.

## Bảng dữ liệu một số loại định dạng thẻ ghi nhớ chọn lọc
| Tên                          | Acronym  | Form factor          | DRM        |
| ---------------------------- | -------- | -------------------- | ---------- |
| PC Card                      | PCMCIA   | 85.6 × 54 × 3.3 mm   | Không      |
| CompactFlash I               | CF-I     | 43 × 36 × 3.3 mm     | Không      |
| CompactFlash II              | CF-II    | 43 × 36 × 5.5 mm     | Không      |
| SmartMedia                   | SM / SMC | 45 × 37 × 0.76 mm    | Không      |
| Memory Stick                 | MS       | 50.0 × 21.5 × 2.8 mm | MagicGate  |
| Memory Stick Duo             | MSD      | 31.0 × 20.0 × 1.6 mm | MagicGate  |
| Memory Stick PRO Duo         | MSPD     | 31.0 × 20.0 × 1.6 mm | MagicGate  |
| Memory Stick PRO-HG Duo      | MSPDX    | 31.0 × 20.0 × 1.6 mm | MagicGate  |
| Memory Stick Micro M2        | M2       | 15.0 × 12.5 × 1.2 mm | MagicGate  |
| Multimedia Card              | MMC      | 32 × 24 × 1.5 mm     | Không      |
| Reduced Size Multimedia Card | RS-MMC   | 16 × 24 × 1.5 mm     | Không      |
| MMCmicro Card                | MMCmicro | 12 × 14 × 1.1 mm     | Không      |
| Secure Digital Card          | SD       | 32 × 24 × 2.1 mm     | CPRM       |
| miniSD                       | miniSD   | 21.5 × 20 × 1.4 mm   | CPRM       |
| microSD                      | microSD  | 11 × 15 × 1 mm       | CPRM       |
| xD-Picture Card              | xD       | 20 × 25 × 1.7 mm     | Không      |
| Intelligent Stick            | iStick   | 24 x 18 x 2.8 mm     | Không      |
| Serial Flash Module          | SFM      | 45 x 15 mm           | Không      |
| µ card                       | µcard    | 32 x 24 x 1 mm       | Không biết |
| NT Card                      | NT NT+   | 44 x 24 x 2.5 mm     | Không      |